# 夏歌
『夏歌』（なつうた）は、様々なアーティストの夏の楽曲を集めたコンピレーション・アルバム。2004年6月23日発売。発売元は Sony Music Direct / GT music。規格品番はMHCL-383。

## 解説
“夏”が舞台の楽曲を収録しているコンピレーション・アルバム。
発売元はソニー・ミュージック系列であるが、いくつかの楽曲は他社から音源を借りており、例として研ナオコ「夏をあきらめて」はポニーキャニオンである。
選曲は主に、1980年代・1990年代のJ-POP、歌謡曲が中心。
CDジャケットは、生ビールの写真。翌2005年には、本作の続編的作品『夏歌2』（2005/6/22）も発売された。

## 収録曲
1. 世界でいちばん熱い夏（1987年7月16日[4]）
  - 歌:プリンセス プリンセス
  - 1989年のオリコン年間ヒットチャート第2位。
2. Runner（1988年10月21日）
  - 歌:BAKUFU-SLUMP
  - 1989年のオリコン年間ヒットチャート第18位。
  - 第39回NHK紅白歌合戦 歌唱曲。
3. 何も言えなくて…夏（1991年7月21日）
  - 歌:J-WALK
  - 1992年のオリコン年間ヒットチャート第32位。
  - 第44回NHK紅白歌合戦 歌唱曲。
4. 二人の夏（LP version）（1987年6月28日）
  - 歌:浜田省吾
  - 愛奴のデビュー曲のセルフカバー。
  - アルバム『CLUB SURFBOUND』収録曲[5]。
5. ガラス越しに消えた夏（1986年2月26日）
  - 歌:鈴木雅之
  - 日清食品“カップヌードル”CMソング。
  - 第42回NHK紅白歌合戦 歌唱曲。
  - 大沢誉志幸がセルフカバーしている[6]。
6. 君は1000%（1986年5月1日）
  - 歌:1986オメガトライブ
  - NTV系土曜グランド劇場『新・熱中時代宣言』主題歌。
7. モニカ（1984年2月1日）
  - 歌:吉川晃司
  - 1984年のオリコン年間ヒットチャート第22位。
  - 主演映画『すかんぴんウォーク』主題歌
  - 本楽曲で第26回日本レコード大賞・新人賞を受賞した。
8. 夏のクラクション（1983年7月21日）
  - 歌:稲垣潤一
  - 筒美京平のトリビュート・アルバムでゴスペラーズがカバーしている[7]。
9. め組のひと（1983年4月1日）
  - 歌:ラッツ&スター
  - 1983年のオリコン年間ヒットチャート第10位。
  - 資生堂'83夏キャンペーンソング。
10. シンデレラ サマー（1981年3月5日）
  - 歌:石川優子
  - 1981年のオリコン年間ヒットチャート第42位。
  - JAL沖縄キャンペーンソング。
11. 夏の扉（1981年4月21日）
  - 歌: 松田聖子
  - 1981年のオリコン年間ヒットチャート第14位。
  - 資生堂「エクボ」CMソング。第32回NHK紅白歌合戦 歌唱曲。
  - 歌手デビュー25周年目の2004年4月14日にマキシシングル化（紙ジャケット仕様、限定盤）。
12. CHA-CHA-CHA（1986年8月14日）
  - 歌:石井明美
  - 1986年のオリコン年間ヒットチャート第1位。
  - TBS系TVドラマ『男女7人夏物語』主題歌
  - 第59回選抜高等学校野球大会・入場行進曲となった。
13. モンロー・ウォーク（1979年4月21日）
  - 歌:南佳孝
  - 後に郷ひろみが改詞・改題・カバー（1980/1/21「セクシー・ユー」）。
14. いまのキミはピカピカに光って（1980年6月21日）
  - 歌:斉藤哲夫
  - ミノルタ（当時）“X-7”CMソング（出演:宮崎美子）。
15. サマー・ラブ（1987年3月21日）
  - 歌:尾崎紀世彦
  - アサヒビール“アサヒ生ビール”CMソング（出演:青木功・尾崎将司[8]）
16. Mr.サマータイム（1978年3月25日）
  - 歌:サーカス
  - 1978年のオリコン年間ヒットチャート第8位。
  - カネボウ'78夏キャンペーンソング。第29回NHK紅白歌合戦 歌唱曲。
17. 夏をあきらめて（1982年9月5日）
  - 歌:研ナオコ
  - サザンオールスターズのカバー[9]。
  - 本楽曲で第24日本レコード大賞・金賞（レコード大賞候補）を受賞。
  - 第33回NHK紅白歌合戦 歌唱曲。

## 関連作品
- 春の桜と優雅に語らう17の知恵（2005/2/23）
- 春歌（2006/3/1）
- 夏歌2（2005/6/22）
- 秋の夜長と上手につきあう17の知恵（2004/9/23）
- 秋歌（2005/8/31）
- 冬歌（2004/11/26）
- 冬歌2（2005/11/23）